# Развој рекорда европских првенстава у атлетици на отвореном - 20 километара ходање за мушкарце
Ово је преглед рекорда европских првенстава на отвореном трке на 200 метара за мушкарце. Резултати су дати у секундама.

## Рекорди европских првенстава на 20 км ходање за мушкарце на отвореном
Закључно са ЕП 2014. у Цириху ратификована су 7 рекорда од стране ЕАА (European Athletic Association).
|    | Резултат  | Ветар (м/с) | Атлетичар                   | Дат. рођ.          | Држава           | Место                | Датум            |
| -- | --------- | ----------- | --------------------------- | ------------------ | ---------------- | -------------------- | ---------------- |
| 1. | 1:33:09,0 |             | Стенли Викерс               | 18. јун 1932.      | Велика Британија | Стокхолм, Шведска    | 19. август 1958. |
| 2. | 1:29:25,0 |             | Дитер Линднер               | 18. јануар 1937.   | Немачка          | Будимпешта, Мађарска | 30. август 1966. |
| 3. | 1:27:20,2 |             | Николај Смага               | 22. август 1938.   | Совјетски Савез  | Хелсинки, Финска     | 10. август 1971. |
| 4. | 1:23:11,5 |             | Roland Wieser               | 6. мај 1956.       | Немачка          | Праг, Чехословачка   | 30. август 1978. |
| 5. | 1:21:15   |             | Јозеф Прибилинец            | 6. јул 1960.       | Швајцарска       | Штутгарт, Немачка    | 27. август 1986. |
| 6. | 1:18:45   |             | Михаил Шчеников             | 24. децембар 1967. | Русија           | Хелсинки, Финска     | 8. август 1994.  |
| 7. | 1:18:37   |             | Франсиско Хавијер Фернандез | 6. март 1977.      | Шпанија          | Минхен, Немачка      | 6. август 2002.  |